# Cinocéfalo

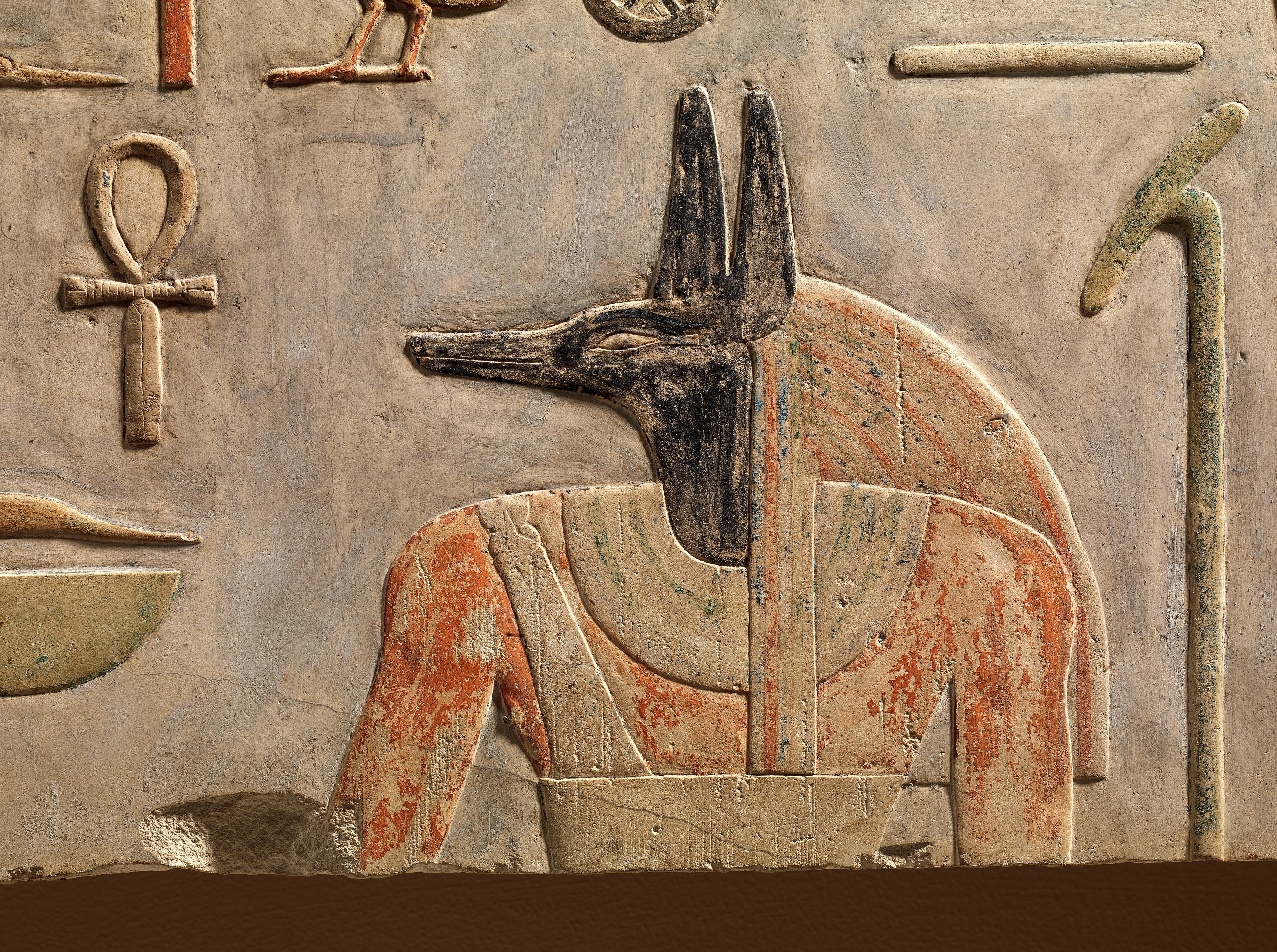
Anubis, deidad egipcia cinocéfala.

El término cinocéfalo (del latín cynocephalus, y este del griego κυνοκέφαλος, "cabeza de perro") se aplica a varios personajes mitológicos basados en seres reales, como Papio cynocephalus, babuino sagrado de Egipto con la cara de perros, o en deidades egipcias, como Anubis.
En la Iglesia ortodoxa, algunos iconos insinúan representaciones de San Cristóbal con cabeza de perro. Los antecedentes de este santo datan del reinado del emperador Diocleciano y sus campañas en Marmárica (al oeste de Egipto, la Libia moderna, quizás la misma que ahora habita la tribu bereber marmarita de Cirenaica): de acuerdo a los hagiógrafos, un coloso con cabeza de perro, dos aparentes características de los marmaritas, fue capturado en combate por los romanos y obligado a enrolarse en las legiones, para luego ser trasladado con su unidad a Antioquía, Siria, en donde el obispo Pedro lo bautizó y donde sufrió martirio en el 308 d. C. La unidad de soldados que apresó al fenómeno y a la que se incorporaría este recibió el nombre de Numerus Marmaritarum o «Unidad de los marmaritas». Varios siglos después, el poeta y obispo alemán Walter de Speyer retrató a San Cristóbal como un gigante cinocéfalo en la tierra de los cananeos (los "canes" de Canáan en el Nuevo Testamento), devoradores de carne humana y que ladraban. De Speyer afirma que Cristóbal conoció al Niño Jesús, renegó y se arrepintió de su anterior comportamiento y aceptó el bautismo. Fue recompensado con apariencia completamente humana, tras lo que dedicó su vida al servicio religioso y se convirtió en uno de los Athleta Christi (Campeón de Cristo), militares santos o mártires cristianos.

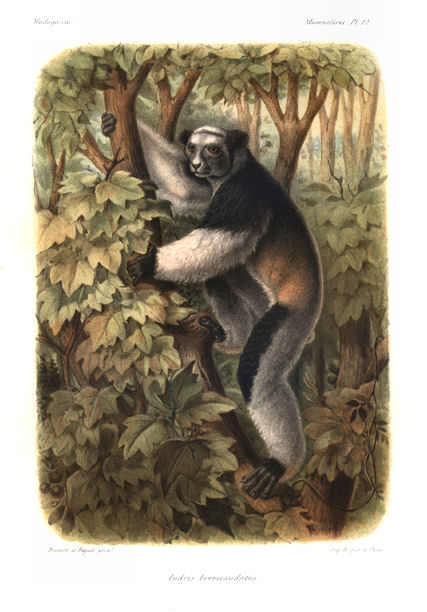
Dibujo de un Indri, por Alfred Grandidier

Richard Blythe, autor del libro Bestias fabulosas, comenta que los primeros exploradores contaban historias de hombres con cara de perro que vivían en los bosques, planteando el autor que quizás lo que vieron fue una especie de lemur (género) llamado indri indri.[cita requerida]
En 'Lo fingido verdadero', obra de Lope de Vega, aparece una mención a un animal similar, el "cinoprosopo", al inicio del Acto III. Se describe que tiene "cabeza de perro, todo lo demás como hombre, y ligero con extremo; un lince de aguda vista, y desde la cola al cuello como le pinta Virgilio en sus elegantes versos".  El cinoprosopo aparece en el diccionario histórico. 